# Ultima Underworld: The Stygian Abyss
Ultima Underworld: The Stygian Abyss es un videojuego de rol en primera persona desarrollado por Blue Sky Productions (más tarde Looking Glass Studios) y publicado por Origin Systems. Lanzado en marzo de 1992, el juego se sitúa en el mundo de fantasía de la serie de Ultima, y tiene lugar dentro del Gran Abismo Estigio: un gran sistema subterráneo de cuevas que contiene los restos de una utópica civilización fallida. El jugador asume el papel del Avatar -el protagonista de las series de Ultima- e intenta encontrar y rescatar la hija secuestrada de un barón.
Ultima Underworld ha sido citado como uno de los primeros videojuegos de rol de acción en usar perspectiva de primera persona en un entorno tridimensional (3D), e introduce muchas innovaciones tecnológicas, tales como permitir al jugador mirar arriba y abajo. Su diseño combina elementos de simulación con conceptos de CRPGs anteriores, incluyendo Wizardry y Dungeon Master, lo que guio a los diseñadores del juego a etiquetarlo como "simulación de mazmorras". Como tal, el juego es no lineal y permite jugabilidad emergente.
Ultima Underworld recibió buenas críticas en general y vendió cerca de 500.000 copias. El juego fue incluido más tarde en numerosas listas del salón de la fama. Influyó a desarrolladores de juegos tales como Bethesda Softworks y Valve Corporation, y fue una inspiración detrás de los juegos Deus Ex y BioShock. El juego tiene una secuela: Ultima Underworld II: Labyrinth of Worlds (1993).

## Jugabilidad
Ultima Underworld es un videojuego de rol (RPG) que tiene lugar en un entorno tridimensional (3D) desde una perspectiva en primera persona. El objetivo del jugador es aventurarse a través de una gran mazmorra multinivel, donde se establece todo el juego. El jugador puede mover libremente el cursor del ratón para interactuar con el mundo del juego y con una interfaz de iconos en la pantalla. Cada icono tiene un efecto específico; por ejemplo, el icono de Examinar permite al jugador examinar objetos de cerca, mientras que el icono de Luchar causa que el personaje prepare su arma. La progresión del jugador en el juego no es lineal: se puede explorar áreas, resolver puzles y terminar misiones, en cualquier orden. Un mapa que se rellena automáticamente, al cual el jugador puede añadir notas, registra lo que el jugador haya visto con un nivel mínimo de luminosidad. El personaje del jugador puede llevar fuentes de luz para extender la línea de visión a diferentes distancias. Las acciones para explorar incluyen mirar arriba y abajo, saltar y nadar.
El jugador comienza el juego creando un personaje, del cual puede elegir rasgos tales como género, clase y habilidades. Las habilidades van desde luchar con un hacha, a hacer intercambios o abrir cerraduras. El personaje gana puntos de experiencia por participar en combates, hacer misiones o explorar. Cuando se acumula cierta cantidad de puntos de experiencia, el personaje sube de nivel, ganando puntos de ataque adicionales y maná. La experiencia también permite al jugador recitar mantras en los templos del juego. Cada mantra es una sentencia -como por ejemplo "Om Cah"- que incrementa la eficiencia de una habilidad específica cuando se teclea. Se proporcionan los mantras sencillos en el manual del juego, mientras que los más complejos están escondidos a lo largo del juego. Un inventario en la interfaz lista los objetos y armas actualmente en uso por el personaje; y su capacidad está limitada por el peso. Los jugadores se equipan objetos mediante un sistema en el cual los objetos se clican y arrastran encima de una representación plana del personaje.
Los combates ocurren en tiempo real, y el personaje del jugador puede usar tanto armas de cuerpo a cuerpo como de distancia. El jugador ataca manteniendo el cursor sobre la pantalla del juego y haciendo clic, manteniendo clicado el botón más tiempo para infligir mayor daño. Algunas armas permiten diferentes tipos de ataque dependiendo de dónde se encuentre el cursor; por ejemplo, hacer clic cerca de la parte baja de la pantalla puede resultar en una estocada, mientras que hacer clic en el medio produce un golpe. Detrás de las escenas se producen tiradas de dados simuladas para determinar la precisión del arma. Los enemigos a veces tratan de escapar cuando están cerca de la muerte, y la mecánica de sigilo del juego puede usarse ocasionalmente para evitar combates. El jugador puede invocar hechizos seleccionando una combinación apropiada de piedras rúnicas. Al igual que los mantras, las piedras rúnicas deben encontrarse en el mundo del juego antes de poder usarse. Hay más de cuarenta hechizos, algunos sin documentar; sus efectos van desde causar terremotos a permitir volar al personaje.
Los desarrolladores pretendieron que Ultima Underworld fuese una "simulación de mazmorras" realista e interactiva, más que un juego de rol unidireccional. Por ejemplo, muchos objetos del juego no tienen un uso real, mientras que una antorcha encendida puede ser usada con maíz para hacer palomitas. Las armas se deterioran con el uso, y el personaje del jugador debe comer y dormir; las fuentes de luz se queman a menos que se extingan antes de ir a dormir. Un sistema de física permite, entre otras cosas, que reboten los objetos cuando se tiran contra superficies. El juego contiene personajes no jugables (NPCs) con los que el jugador puede interactuar eligiendo diferentes opciones de diálogo en un menú. La mayoría de NPCs tienen pertenencias, y están dispuestos a intercambiarlas. El juego fue diseñado para dar a los jugadores "una paleta de estrategias" con la que enfocar las situaciones, y sus sistemas de simulación permiten jugabilidad emergente.

## Argumento

### Ambientación
Ultima Underworld se localiza en Britannia, el mundo fantástico de las series de Ultima. Concretamente, el juego tiene lugar dentro de una gran mazmorra subterránea llamada el Gran Abismo Estigio. La entrada de la mazmorra reside en la Isla del Avatar, una isla controlada por el Barón Almric. El Abismo apareció primero en Ultima IV: La Búsqueda del Avatar, el cual contiene el objetivo final del jugador, el Códice de Máxima Sabiduría.
Ultima Underworld se establece tras los eventos de Ultima VI: El Falso Profeta; en el tiempo entre los dos juegos, un hombre llamado Cabirus intentó crear una colonia utópica dentro del Abismo. Cada uno de los ocho emplazamientos de las series Ultima encarna a una de las ocho virtudes, y Cabirus deseó crear un noveno que incorporara a todas las virtudes. Para conseguir esto, unió diversas culturas y razas en una coexistencia pacífica y planeó promover la armonía dándole a cada grupo un artefacto mágico embuido con cada virtud. Sin embargo, murió antes de distribuir los artefactos, y no dejó instrucciones de que se hiciese. Como resultado, la colonia cayó en la anarquía y la guerra, y los artefactos se perdieron. En el tiempo de Ultima Underworld, el Abismo contiene los restos de la colonia de Cabirus, con grupos fraccionados de humanos, goblins, ogros y otros viviendo allí.

### Historia
Antes del comienzo del juego, los hermanos magos que habitan en el Abismo, Garamon y Tyball, invocan accidentalmente a un demonio, el Rasgador de Velos, mientras experimentaban con los viajes interdimensionales. Garamon es usado como cebo para atraer al demonio a una sala imbuida con virtud. Sin embargo, el demonio ofrece a Tyball un gran poder si traiciona a Garamon. Tyball acepta, pero la traición fracasa; Garamon es asesinado, pero sella al demonio dentro de la sala. Debido a su falta de virtud, Tyball no puede volver a entrar por sí mismo, y planea sacrificar a la hija del Barón Almric en la puerta de la sala para poder entrar.
En la introducción del juego, el fantasma de Garamon se le aparece en sueños al Avatar para avisarle de un gran peligro en Britannia. El Avatar permite a Garamon que le lleve allí, donde observa a Tyball secuestrar a la hija del Barón Almric. Tyball escapa, dejando que los guardas del Barón capturen al Avatar. Los guardias lo llevan frente al Barón, el cual lo castiga a que rescate a su hija del Gran Abismo Estigio. Tras la introducción, el Avatar explora la mazmorra y encuentra los restos de la colonia de Cabirus. Unos cuantos posibles escenarios incluyen decidir el destino de dos tribus goblin guerreras, aprender un lenguaje, y tocar un instrumento para completar una misión. El Avatar finalmente derrota a Tyball y libera a la hija del Barón.
Sin embargo, conforme muere, Tyball revela que él había decidido contener al Rasgador de Velos, cuya prisión había estado debilitando, dentro de la hija del Barón como una medida para prevenir que destruya el mundo. La hija del Barón pide al Avatar que prevenga que el Rasgador de Velos se escape, y mágicamente se teleporta a la superficie para evacuar a sus habitantes. Con la ayuda del fantasma de Garamon, el Avatar recoge los ocho talismanes de Cabirus y los arroja al volcán de la base del Abismo; la energía que liberan permite a Garamon abrir un portal que enviaría al Rasgador de Velos a otra dimensión. El Avatar es absorbido a través del portal hacia una caótica dimensión alternativa, pero escapa de vuelta a la Isla del Avatar y consigue subir al barco del Barón conforme el volcán entra en erupción. Al terminar el juego, el espíritu de Garamon revela que él teleportó a los habitantes del Abismo a otra cueva.

## Desarrollo
Ultima Underworld fue concebido en 1989 por el empleado de Origin Systems Paul Neurath. Éste justo acababa de completar su trabajo en Space Rogue, un título híbrido que presentaba un juego de rol con secuencias de 2D basadas en tiles, y con simulación de vuelo espacial en 3D. Según Neurath, Space Rogue "dio los primeros pasos de prueba en explorar una mezcla de RPG y elementos de simulación, y esto me pareció una dirección prometedora". No obstante, sentía que la manera en que combinaba los elementos era discordante, y creía que podía crear una experiencia mucho más inmersiva.
Neurath había disfrutado de videojuegos de rol como Wizardry, pero encontró que sus gráficos simples y abstractos "requerían algo de imaginación para conseguir que pareciese realista". Él creía que la presentación detallada en primera persona de Dungeon Master era un “atisbo del futuro”, y buscó crear un juego de rol de fantasía con el que “sería incluso más inmediata” esa sensación de realismo. A principios de 1990, Neurath escribió un documento de diseño para un juego titulado Inframundo (Underworld), en el cual describió elementos tales como "goblins en proas de barcas lanzando oleadas de flechas al jugador, situado sobre un puente de cuerda que se balancea al viento”. Contrató al exempleado de Origin Doug Wike para que creara el arte conceptual; el resultado fue una breve animación hecha a mano con Deluxe Paint Animation. La animación, que representaba la interfaz del juego y a una criatura moviéndose hacia el jugador, definió la dirección del juego, y fue utilizada como punto de referencia para el matiz y las características del juego durante el desarrollo. Esa primavera, Neurath fundó la compañía Blue Sky Productions en Salem, New Hampshire, con el objetivo de crear Inframundo. Entre los primeros empleados de la compañía se encontraba Doug Church, que estaba estudiando en el Instituto Tecnológico de Massachusetts (MIT). Por lo tanto, el equipo estaba compuesto por Doug Church como programador, Doug Wike como responsable artístico y Paul Neurath como diseñador jefe. El desarrollo comenzó en mayo de 1990.
Una de las primeras dificultades fue la implementación del mapeo de las texturas. Neurath había experimentado sin éxito con ese concepto en un ordenador Apple II a finales de 1980, pero creía que los PCs de IBM más poderosos de la época deberían ser capaces de procesarlo. Contactó con el programador de Lerner Research Chris Green -un conocido de su pasado trabajo con Ned Lerner- el cual creó un algoritmo de trabajo. Usando el motor de Space Rogue, el algoritmo de Green, código ensamblador del juego Car and Driver de Lerner Research y código original, el equipo de Blue Sky completó un prototipo de Inframundo tras casi un mes de trabajo. Neurath describió el prototipo como “rápido, fluido, y presentando texturas reales en las paredes, aunque el techo y el suelo no tenían textura, y los pasillos y las salas eran todas de 10' [3.0 m] de alto -de hecho se parecía mucho a Wolfstein-3D". El equipo hizo una demostración en junio de 1990 en el Consumer Electronics Show (CES), e impresionó a Origin Systems; más tarde, el productor de Origin Warren Spector dijo "Recuerdo a Paul enseñándome esa demo [...] en CES y quedándome totalmente anonadado por ella. Ninguno de nosotros había visto nunca algo así". Las dos empresas llegaron a un acuerdo de publicación ese verano, y Origin sugirió que se reelaborara el juego para encajar en el universo de Ultima. El equipo accedió, y el juego fue renombrado a Ultima Underworld. Aunque Spector tenía la esperanza de producir el juego, no fue asignado a esa función; más tarde dijo que "observaba un poco [al otro productor] celosamente desde afuera".
Después de que el juego fuese renombrado, Doug Church reclutó a Dan Schmidt, un amigo de la universidad que justo acababa de graduarse en el MIT, como programador. El equipo abandonó el motor de Space Rogue y creó uno nuevo que pudiese mostrar un mundo 3D creíble—uno con alturas variantes y suelos y techos con textura. Church estimó que el primer año de producción fue dedicado a crear la base tecnológica del juego. No obstante, Neurath declaró que el equipo pasó "comparativamente menos" tiempo en la tecnología del juego, y que "la mayoría fue dedicado a trabajar en características del juego, la mecánica, y la construcción del mundo". Su objetivo final era crear el "mejor juego de mazmorras, un juego que era palpablemente mejor que ninguno de la larga lista de juegos de mazmorras que vinieron antes que él". Cada miembro del pequeño equipo asumió múltiples funciones; por ejemplo, los dos primeros niveles del juego fueron diseñados por Paul Neurath, y el resto por "una variedad de programadores, artistas, y diseñadores del equipo". Según Schmidt, Neurath contrató a un escritor para crear la historia y el diálogo del juego, pero en la relación había "discrepancia", y los del equipo decidieron crear el argumento ellos mismos. Junto a su trabajo de programación, Doug Church coescribió la historia del juego con Dan Schmidt, y gradualmente fue tomando responsabilidades de jefe de proyecto. Escribir tareas para cada nivel era asignado a la persona que hubiese creado el nivel; la función de Schmidt era editar el diálogo de cada nivel para que encajara con los otros. Schmidt también creó los efectos de sonido del juego, que eran sintetizados—no se usaron sonidos grabados—en un editor gráfico de sonido. Neurath, de quien Church decía que estaba "muy al día al principio del proyecto", se volvió más involucrado con los negocios de la empresa y las finanzas.
Church explicó que "lo más importante era la creación dinámica del juego[; ...] no había ningún conjunto de reglas que siguiéramos, o plan preescrito. Empezamos con la idea de una simulación de mazmorras en primera persona [... y] conforme se trabajó en el juego, la gente sugería comportamientos y sistemas, e intentamos probar e imaginar cómo hacerlo." "Escribimos cuatro sistemas de movimiento antes de decidirnos, varios sistemas de combate, y así sucesivamente,"dijo Church más tarde. "El equipo de programadores era la mayoría recién salidos de la escuela y nuevos en esto de escribir juegos, así que estuvimos improvisando casi todo del tiempo". Dijo que el equipo "escribiría algo" que pareciese interesante, pero entonces "lo tendríamos medio hecho, y diríamos, 'Eh? No funciona.'" Él creía que el método era "agradable en muchas formas; nos permitía hacer cosas que probablemente no podríamos haber hecho de haber sido de otro modo. Pero también significaba que habíamos trabajado mucho. En todo momento, básicamente, y por mucho tiempo". Algunos experimentos fallidos causaron que el equipo "escribiera código [de IA] para muchas ideas que se volvieron muy irrelevantes para el modo real de jugar". Creía que la herencia de la serie del juego Ultima era una "gran ventaja", ya que daba al equipo un fondo para sus experimentos.
Durante el primer año del desarrollo del juego, Church creía que Origin "realmente no pensaba que pudiese terminar de hacerse. No prestaban ningún tipo de atención, francamente". Mientras que el director ejecutivo de Origin Richard Garriott era "instrumental para ayudar a integrar los elementos ficticios de Ultima en el juego", Warren Spector dijo después que la empresa no parecía interesada en el juego "en los primeros meses después de que ORIGIN y Blue Sky firmaron el acuerdo. Quiero decir, a mí me parecía un proyecto que cambiaría el mundo pero a casi todos los demás les resultaba algo indiferente". Neurath creía que esto era ampliamente debido al estatus del equipo como "un grupo de fuera, a unas 1.500 millas de distancia, en el momento en que Origin estaba centrándose cada vez más en sus proyectos internos". Al equipo se le adelantaron 30.000$ para crear el juego, pero su coste final fue de 400.000$. El juego fue parcialmente financiado por Ned Lerner, y por los derechos de autor de Neurath sobre Space Rogue. A lo largo del desarrollo, el estudio funcionó con un presupuesto ajustado.
Aproximadamente al año desarrollando, el equipo descubrió que su segundo productor—el primero que había dejado Origin cerca del comienzo del desarrollo—había abandonado el proyecto. Neurath dijo más tarde que "no es que [el productor] hubiese tenido mucha participación" en el juego, y eso, seguido de la segunda marcha, ocasionó que el equipo fuera "dejado sin productor por un tiempo". Circularon rumores de que Origin planeaba cancelar el proyecto. Siguiendo una propuesta del equipo, Spector, quien había trabajado previamente con Neurath en Space Rogue, asumió el rol de productor por ese momento, el cual Church describió como "una gran victoria para todos". Spector empezó a interactuar con regularidad con el equipo por teléfono, además de visitando el estudio en persona. Neurath dijo más tarde: "Warren comprendió inmediatamente lo que estábamos intentando llevar a cabo con el juego, y se convirtió en nuestro gran defensor dentro de Origin. Si Warren no hubiese intervenido con esa función en esa etapa, no estoy seguro de que Ultima Underworld hubiese llegado a ver la luz del día". En la función de Spector, Church dijo que "no sólo fue una gran creatividad que nos ayudaba a poner toques finales y limpiarlo y hacerlo real, sino que también sabía cómo terminar proyectos y mantenernos motivados y en el buen camino". Explicó que Spector "tenía esa habilidad para ayudarnos al resto de chicos y a mí a volver a empezar, desde el amplio punto de vista de alguien que ya lo ha hecho antes".
Los últimos cuatro meses del desarrollo del juego constituyeron las horas extra "voluntarias". Durante este periodo, Neurath alquiló un sótano extremadamente pequeño para usarlo como oficinas en un edificio de los servicios sociales en Somerville, Massachusetts; intentando eludir el largo trayecto que varios miembros del equipo habían estado haciendo desde Massachusetts. El mobiliario consistió en mesas plegables baratas e "incómodas sillas rojas de playa". El desarrollo tuvo lugar durante el invierno, pero la habitación tenía corrientes de aire y se calentaba mal. El equipo contrató a amigos de la universidad para que hiciesen pruebas de errores al juego, y Spector permaneció en el estudio "sobre unas seis semanas", según Doug Church. Spector dijo luego que "en esa pequeña oficina, ese equipo creó algún tipo serio de magia. Es decir, se palpaba la sensación de que se estaba haciendo algo increíble. [...] Yo estaba allí [...] trabajando en documentos, repasando listas de errores con ellos, probando el juego conforme cambiaba, diariamente, y sentía cuán especial era cada minuto que estaba allí". Neurath resumió, "A pesar del austero entorno de trabajo, el juego se juntó sorprendentemente bien en el último estirón, y entregamos la versión maestra tan sólo dos años después de empezar". El juego fue lanzado en marzo de 1992.

### Tecnología
El motor de juego de Ultima Underworld fue escrito por un equipo pequeño. Chris Green proveyó el algoritmo de asignación de texturas del juego, el cual se aplicó a muros, suelos y techos. El motor permitió transparencias, paredes en ángulos de 45 grados, múltiples alturas de tiles y superficies inclinadas, entre otros aspectos. Ultima Underworld fue el primer videojuego en implementar muchos de estos efectos. El juego también fue el primer juego 3D de interiores, en primera persona y en tiempo real, en permitir al jugador mirar arriba y abajo, y saltar.
Ultima Underworld usa sprites en dos dimensiones para los personajes, pero también presenta objetos en 3D, ya que el equipo creía que "tenía que tener objetos en 3D para tener unos gráficos razonables". El juego usa físicas para calcular el movimiento de los objetos que se lanzan. Durante la fase alfa de pruebas del juego, parte del equipo de programación trabajó en crear un modelo de iluminación suavizada. La tecnología avanzada del juego causó que el motor funcionase lento, y sus requerimientos de sistema fuesen extremadamente elevados. Doug Church después restó importancia a la tecnología del juego, afirmando que el avance tecnológico "es de algún modo inevitable en nuestro campo ... [y] tristemente, como una industria parece que sepamos mucho menos sobre diseño, y sobre cómo continuar extendiendo y aumentando las capacidades de diseño". En cambio, afirmó que el logro más importante de Ultima Underworld era su incorporación de elementos de simulación en un juego de rol.

## Acogida
Ultima Underworld fue descrito en el catálogo de Origin como "la primera mazmorra en 3D de fantasía y acción con movimiento continuo." Entre sus características anunciadas estaban "Acción tan cerca como se puede llegar a la "realidad virtual" en tiempo real en un PC", "una interfaz gráfica que incluso los jugadores novatos encontrarán fácil de aprender" y "un elegante mapeador automático que lleva a cabo la pesada tarea de la cartografía." Origin también publicó un libro de pistas, Misterios del Abismo, escrito por Aaron Allston. El juego no fue un inmediato éxito comercial, lo que causó que Origin redujera su apoyo a la comercialización. Sin embargo, su popularidad incrementó de boca en boca durante los años posteriores a su lanzamiento, y las ventas finalmente alcanzaron casi las 500.000 copias. El juego fue aclamado por la crítica, con importantes elogios hacia su presentación en 3D y la función de automapeo. En 1993, el juego ganó el Premio Origin por el "Mejor Juego de Ordenador de Fantasía o Ciencia Ficción de 1992'".
ACE llamó a Ultima Underworld "el siguiente paso evolutivo real en el género RPG", y señaló que su estilo de simulación de mazmorra era "aterradoramente realista". La revista pensó que los modelos de sprite del personaje del juego "reducen la densa atmósfera un poco", pero terminó la revisión afirmando, "Si tienes un PC, entonces tienes que tener Ultima Underworld". Dragon Magazine escribió, "Decir que éste es el mejor juego de mazmorras que hemos jugado hasta ahora es un eufemismo[, ... y ello] os dejará preguntándoos cómo otros juegos de entretenimiento nunca se podrán unir contra los nuevos estándares que establece el Abismo".
Computer Gaming World lo describió como "un proyecto ambicioso [...] no sin su buena parte de problemas". Elogiaron la "agradable historia y puzzles bien construidos" del juego, pero no les gustó sus controles "robóticos" y "confusas" perspectivas, y afirmaron que "se han producido sonidos y gráficos mucho más impresionantes para otros juegos de mazmorras". Resumieron el juego como "un divertido desafío con un motor de juego único que lo respalda." La revista más tarde premió al juego con el "Juego de Rol del Año". Computer Shopper disfrutó de su historia y personajes, y creía que el juego "te hace sentir como si hubieses entrado en una realidad virtual". A pesar de describir su interfaz como "no es realmente intuitiva", el revisor finalizó llamando al juego "adictivo" y con "una buena valoración".[30] La Chicago Tribune lo premió como su Mejor Juego del Año, y lo llamó "un sorprendente triunfo de la imaginación [... y] la créme de la créme de la épica de mazmorras".
El juego también fue bien recibido por publicaciones no inglesas. La revista sueca Datormagazin consideró que el juego era "una clase en sí mismo". En Alemania, Power Play elogió su "perfección técnica" y "excelente" historia, mientras que Play Time alabó su presentación gráfica y auditiva, y lo premió como Juego del Mes. La finlandesa Pelit declaró, "Ultima Underworld es algo totalmente nuevo en el campo de los CRPG. La Fantasía Virtual del Abismo deja sin palabras a los reseñadores."
Ultima Underworld fue introducido en muchas listas del salón de la fama, incluyendo los recopilados por GameSpy, IGN y Computer Gaming World. PC Gamer US clasificó el juego y su secuela como los número 20 en su lista de Los 50 Mejores Juegos Jamás Realizados de 1997, citando "fuerte interacción del personaje, rompecabezas reflexivos, control sin precedentes, y genuino modo de juego en formas que aún no se han llegado a repetir".

## Legado
Ultima Underworld ha sido citado como el primer juego RPG en perspectiva de primera persona que usase gráficos en 3D. Gamasutra postula que "todos los títulos de RPG en 3D desde Morrowind hasta World of Warcraft comparten Ultima Underworld como un ancestro común, tanto gráfica como espiritualmente ... [y] para bien o para mal, Inframundo trasladó el RPG basado en texto fuera del reino de la imaginación, a la tercera dimensión". La banda sonora del juego, compuesta por George Sanger y Dave Govett, fue la primera en un juego importante en primera persona en utilizar un sistema de música dinámico; las acciones del jugador alteraban la música del juego.
Se ha encontrado influencia de este juego en BioShock (2007), y el diseñador de ese juego, Ken Levine, ha declarado que "todas las cosas que quería hacer y todos los juegos en los que he acabado trabajando vinieron de la inspiración que tomé de Ultima Underworld". El diseñador de Gears of War, Cliff Bleszinski también lo citó como una temprana influencia, afirmando que tuvo "mucho más impacto en mí que Doom". Otros juegos influenciados por Ultima Underworld incluyen The Elder Scrolls: Arena, Deus Ex, Deus Ex: Invisible War, Vampire: The Masquerade – Bloodlines, y Half-Life 2. Toby Gard declaró que cuando diseñaba Tomb Raider, "era un gran fan de ... Ultima Underworld y quería mezclar ese tipo de juego con el tipo de personajes poligonales que estaban siendo exhibidos en Virtua Fighter". El juego fue la base para otro juego posterior de Looking Glass Studios, System Shock.
El uso de mapeo de texturas de id Software en Catacomb 3-D, un precursor de Wolfenstein 3D, fue influenciado por Ultima Underworld. Sin embargo, existen versiones contradictorias sobre el alcance de esta influencia. En el libro Masters of Doom, el autor David Kushner afirma que el concepto sólo fue discutido brevemente en una conversación entre Paul Neurath y John Romero en 1991. Sin embargo, Paul Neurath ha dicho que John Carmack y John Romero vieron la demo del juego en la convención de software del verano de 1990, y recordó un comentario de Carmack sobre que él podía escribir un asignador de texturas más rápido.
A pesar de la tecnología desarrollada para Ultima Underworld, Origin optó por continuar usando gráficos tradicionales en 2D para la futura línea general de los juegos de Ultima. Se reutilizó y mejoró el motor para la secuela de 1993 de Ultima Underworld, Ultima Underworld II: Labyrinth of Worlds.  Looking Glass Studios planeó crear un tercer Ultima Underworld, pero Origin rechazó su lanzamiento. Después de que EA rechazara el lanzamiento de Ultima Underworld III por parte de Arkane Studios, el estudio creó en su lugar un sucesor espiritual: Arx Fatalis.
A principios del año 2000, Paul Neurath se acercó a Electronic Arts (EA) para discutir sobre una versión de Ultima Underworld para el Pocket PC. EA rechazó la sugerencia, pero le permitió buscar posibles desarrolladores; Neurath encontró que ZIO Interactive apoyaba con entusiasmo la idea, y finalmente EA concedió los derechos a la empresa. Doug Church y Floodgate Entertainment ayudaron con porciones de sus desarrollos de Pocket PC, y la versión fue presentada en 2002.